# 唐山东站
唐山东站是津山铁路的铁路车站，位于河北省唐山市丰润区常庄镇门赵庄村与开平区郑庄子镇交界处。车站随京山压煤改线建于1996年，原名唐山北站，2006年12月20日更名唐山东站。唐山东站是区段站，办理货物列车的中转作业和整车货物的到发作业，同时兼有少量旅客乘降、行李、包裹托运业务，是北京局集团唐山南站管辖的一等站:125。
车站规模一级三场，由上、下行两个到发场和一个调车场组成。到发场各有6条到发线和1条津山铁路正线贯通；调车场有4条和2条编发线、10条调车线。车站另有三条联络线分别与京哈铁路银城铺站、唐遵铁路贾庵子和崔马庄站连接。